# European Championships 2022/Teilnehmer (Deutschland)
| Gelbes Symbol für Goldmedaillen mit stilisierten Olympischen Ringen | Graues Symbol für Silbermedaillen mit stilisierten Olympischen Ringen | Braundes Symbol für Bronzemedaillen mit stilisierten Olympischen Ringen |
| ------------------------------------------------------------------- | --------------------------------------------------------------------- | ----------------------------------------------------------------------- |
| 26                                                                  | 20                                                                    | 14                                                                      |

Deutschland nahm mit 316 Athleten an den European Championships 2022 in München teil. Mit 60 gewonnenen Medaillen, darunter 26 Siegen, gewann der Länderkader die Nationenwertung vor den Athleten aus dem Vereinigten Königreich. Den dafür gestifteten Pokal („Nations-Trophy“) nahm die Turnerin Kim Bui entgegen, die nach den European Championships ihre Karriere beendete.

## Medaillen

### Medaillenspiegel
| Rang   | Sportart       | Gold | Silber | Bronze | Gesamt |
| ------ | -------------- | ---- | ------ | ------ | ------ |
| 1      | Bahnradsport   | 8    | 4      | 1      | 13     |
| 2      | Kanurennsport  | 8    | 3      | 5      | 16     |
| 3      | Leichtathletik | 7    | 7      | 2      | 16     |
| 4      | Turnen         | 2    | –      | 2      | 4      |
| 5      | Tischtennis    | 1    | 1      | 2      | 4      |
| 6      | Triathlon      | –    | 2      | –      | 2      |
| 7      | Rudern         | –    | 1      | 2      | 3      |
| 8      | BMX-Freestyle  | –    | 1      | –      | 1      |
| 8      | Sportklettern  | –    | 1      | –      | 1      |
| Gesamt | Gesamt         | 26   | 20     | 14     | 60     |

### Medaillengewinner
| Name/n                                                                                               | Sportart       | Wettkampf                       |
| --- | -------------- | ------------------------------- |
| Gold                                                                                                 |                |                                 |
| Mieke Kröger                                                                                         | Bahnradsport   | Einerverfolgung                 |
| Lea Sophie Friedrich                                                                                 | Bahnradsport   | Keirin                          |
| Emma Hinze                                                                                           | Bahnradsport   | 500 m Zeitfahren                |
| Emma Hinze                                                                                           | Bahnradsport   | Sprint                          |
| Lea Sophie Friedrich Pauline Grabosch Emma Hinze                                                     | Bahnradsport   | Teamsprint                      |
| Franziska Brauße Lisa Klein Mieke Kröger Lisa Brennauer Lea Lin Teutenberg                           | Bahnradsport   | Mannschaftsverfolgung           |
| Roger Kluge Theo Reinhardt                                                                           | Bahnradsport   | Madison                         |
| Nicolas Heinrich                                                                                     | Bahnradsport   | Einerverfolgung                 |
| Edina Müller                                                                                         | Kanurennsport  | KL-1 200 m                      |
| Jacob Schopf                                                                                         | Kanurennsport  | K-1 500 m                       |
| Lillemor Köper                                                                                       | Kanurennsport  | VL-1 200 m                      |
| Tamás Grossmann Martin Hiller                                                                        | Kanurennsport  | K-2 1000 m                      |
| Max Lemke Tom Liebscher Max Rendschmidt Jacob Schopf                                                 | Kanurennsport  | K-4 500 m                       |
| Felix Frank Martin Hiller Tom Liebscher Tobias Schultz                                               | Kanurennsport  | K-4 1000 m                      |
| Sebastian Brendel                                                                                    | Kanurennsport  | C-1 5000 m                      |
| Sebastian Brendel Tim Hecker                                                                         | Kanurennsport  | C-2 1000 m                      |
| Gina Lückenkemper                                                                                    | Leichtathletik | 100 m                           |
| Konstanze Klosterhalfen                                                                              | Leichtathletik | 5000 m                          |
| Miriam Dattke Domenika Mayer Deborah Schöneborn Rabea Schöneborn Katharina Steinruck Kristina Hendel | Leichtathletik | Marathon Mannschaft             |
| Alexandra Burghardt Lisa Mayer Gina Lückenkemper Rebekka Haase                                       | Leichtathletik | 4 × 100 m                       |
| Richard Ringer                                                                                       | Leichtathletik | Marathon                        |
| Julian Weber                                                                                         | Leichtathletik | Speerwurf                       |
| Niklas Kaul                                                                                          | Leichtathletik | Zehnkampf                       |
| Dang Qiu                                                                                             | Tischtennis    | Einzel                          |
| Emma Malewski                                                                                        | Turnen         | Schwebebalken                   |
| Elisabeth Seitz                                                                                      | Turnen         | Stufenbarren                    |
| Silber                                                                                               |                |                                 |
| Theo Reinhardt                                                                                       | Bahnradsport   | Ausscheidungsfahren             |
| Lisa Brennauer                                                                                       | Bahnradsport   | Einerverfolgung                 |
| Maximilian Dörnbach                                                                                  | Bahnradsport   | Keirin                          |
| Moritz Malcharek                                                                                     | Bahnradsport   | 15 km Scratch                   |
| Lea Müller                                                                                           | BMX-Freestyle  | Park                            |
| Esther Bode                                                                                          | Kanurennsport  | VL-1 200 m                      |
| Moritz Florstedt Felix Frank                                                                         | Kanurennsport  | K-2 500 m                       |
| Annika Loske                                                                                         | Kanurennsport  | C-1 5000 m                      |
| Lea Meyer                                                                                            | Leichtathletik | 3000 m Hindernis                |
| Richard Ringer Amanal Petros Johannes Motschmann Hendrik Pfeiffer Konstantin Wedel Simon Boch        | Leichtathletik | Marathon Mannschaft             |
| Malaika Mihambo                                                                                      | Leichtathletik | Weitsprung                      |
| Bo Kanda Lita Baehre                                                                                 | Leichtathletik | Stabhochsprung                  |
| Christopher Linke                                                                                    | Leichtathletik | 35 km Gehen                     |
| Kristin Pudenz                                                                                       | Leichtathletik | Diskuswurf                      |
| Tobias Potye                                                                                         | Leichtathletik | Hochsprung                      |
| Manuela Diening                                                                                      | Rudern         | PR1-Einer                       |
| Hannah Meul                                                                                          | Sportklettern  | Bouldern                        |
| Nina Mittelham                                                                                       | Tischtennis    | Einzel                          |
| Laura Lindemann                                                                                      | Triathlon      | Einzel                          |
| Valentin Wernz Nina Eim Simon Henseleit Laura Lindemann                                              | Triathlon      | Staffel                         |
| Bronze                                                                                               |                |                                 |
| Maximilian Dörnbach                                                                                  | Bahnradsport   | 1 km Zeitfahren                 |
| Sebastian Brendel Tim Hecker                                                                         | Kanurennsport  | C-2 500 m                       |
| Jule Hake Paulina Paszek                                                                             | Kanurennsport  | K-2 200 m                       |
| Jule Hake Paulina Paszek                                                                             | Kanurennsport  | K-2 500 m                       |
| Katharina Bauernschmidt                                                                              | Kanurennsport  | VL-2 200 m                      |
| Lisa Jahn Sophie Koch                                                                                | Kanurennsport  | C-2 200m                        |
| Saskia Feige                                                                                         | Leichtathletik | 20 km Gehen                     |
| Claudine Vita                                                                                        | Leichtathletik | Diskuswurf                      |
| Alexandra Föster                                                                                     | Rudern         | Einer                           |
| Jan Helmich Susanne Lackner Katharina Marchand Marc Lembeck Inga Thöne (Stf.)                        | Rudern         | PR3-Vierer mit Steuerfrau/-mann |
| Shan Xiaona                                                                                          | Tischtennis    | Einzel                          |
| Sabine Winter                                                                                        | Tischtennis    | Einzel                          |
| Nils Dunkel                                                                                          | Turnen         | Pauschenpferd                   |
| Kim Bui Emma Malewski Pauline Schäfer-Betz Elisabeth Seitz Sarah Voss                                | Turnen         | Mehrkampf Mannschaft            |

## Teilnehmer nach Sportarten

### Beachvolleyball
| Athleten                          | Gruppenphase                         | Gruppenphase | 1. Runde                             | 1. Runde      | Achtelfinale                         | Achtelfinale  | Viertelfinale                       | Viertelfinale | Halbfinale    | Halbfinale    | Finale        | Finale        | Rang |
| Athleten                          | Gegner                               | Erg.         | Gegner                               | Erg.          | Gegner                               | Erg.          | Gegner                              | Erg.          | Gegner        | Erg.          | Gegner        | Erg.          | Rang |
| --------------------------------- | ------------------------------------ | ------------ | ------------------------------------ | ------------- | ------------------------------------ | ------------- | ----------------------------------- | ------------- | ------------- | ------------- | ------------- | ------------- | ---- |
| Frauen                            |                                      |              |                                      |               |                                      |               |                                     |               |               |               |               |               |      |
| Svenja Müller Cinja Tillmann      | Clémence Vieira Aline Chamereau      | 2:0          | Claudia Scampoli Margherita Bianchin | 1:2           | ausgeschieden                        | ausgeschieden | ausgeschieden                       | ausgeschieden | ausgeschieden | ausgeschieden | ausgeschieden | ausgeschieden | 17   |
| Svenja Müller Cinja Tillmann      | Daniela Álvarez Tania Moreno         | 1:2          | Claudia Scampoli Margherita Bianchin | 1:2           | ausgeschieden                        | ausgeschieden | ausgeschieden                       | ausgeschieden | ausgeschieden | ausgeschieden | ausgeschieden | ausgeschieden | 17   |
| Kira Walkenhorst Louisa Lippmann  | Nina Brunner Tanja Hüberli           | 0:2          | Esmée Böbner Zoé Vergé-Dépré         | 3:4           | ausgeschieden                        | ausgeschieden | ausgeschieden                       | ausgeschieden | ausgeschieden | ausgeschieden | ausgeschieden | ausgeschieden | 17   |
| Kira Walkenhorst Louisa Lippmann  | Erika Kliokmanaitė Monika Paulikienė | 2:1          | Esmée Böbner Zoé Vergé-Dépré         | 3:4           | ausgeschieden                        | ausgeschieden | ausgeschieden                       | ausgeschieden | ausgeschieden | ausgeschieden | ausgeschieden | ausgeschieden | 17   |
| Karla Borger Julia Sude           | Ewhenyja Bajewa Tetjana Lasarenko    | 2:0          | Freilos                              | Freilos       | Claudia Scampoli Margherita Bianchin | 2:1           | Anastasija Kravčenoka Tīna Graudiņa | 0:2           | ausgeschieden | ausgeschieden | ausgeschieden | ausgeschieden | 5    |
| Karla Borger Julia Sude           | Marta Menegatti Valentina Gottardi   | 2:0          | Freilos                              | Freilos       | Claudia Scampoli Margherita Bianchin | 2:1           | Anastasija Kravčenoka Tīna Graudiņa | 0:2           | ausgeschieden | ausgeschieden | ausgeschieden | ausgeschieden | 5    |
| Chantal Laboureur Sarah Schulz    | Dorina Klinger Ronja Klinger         | 2:0          | Freilos                              | Freilos       | Esmée Böbner Zoé Vergé-Dépré         | 2:1           | Nina Brunner Tanja Hüberli          | 0:2           | ausgeschieden | ausgeschieden | ausgeschieden | ausgeschieden | 5    |
| Chantal Laboureur Sarah Schulz    | Tjaša Kotnik Tajda Lovšin            | 2:1          | Freilos                              | Freilos       | Esmée Böbner Zoé Vergé-Dépré         | 2:1           | Nina Brunner Tanja Hüberli          | 0:2           | ausgeschieden | ausgeschieden | ausgeschieden | ausgeschieden | 5    |
| Sandra Ittlinger Isabel Schneider | Emi van Driel Pleun Ypma             | 2:0          | Freilos                              | Freilos       | Marta Menegatti Valentina Gottardi   | 1:2           | ausgeschieden                       | ausgeschieden | ausgeschieden | ausgeschieden | ausgeschieden | ausgeschieden | 9    |
| Sandra Ittlinger Isabel Schneider | Katarzyna Kociołek Marta Lodej       | 2:1          | Freilos                              | Freilos       | Marta Menegatti Valentina Gottardi   | 1:2           | ausgeschieden                       | ausgeschieden | ausgeschieden | ausgeschieden | ausgeschieden | ausgeschieden | 9    |
| Männer                            |                                      |              |                                      |               |                                      |               |                                     |               |               |               |               |               |      |
| Simon Pfretzschner Philipp Huster | Alexander Brouwer Robert Meeuwsen    | 0:2          | ausgeschieden                        | ausgeschieden | ausgeschieden                        | ausgeschieden | ausgeschieden                       | ausgeschieden | ausgeschieden | ausgeschieden | ausgeschieden | ausgeschieden | 25   |
| Simon Pfretzschner Philipp Huster | Aleksandrs Samoilovs Jānis Šmēdiņš   | 0:2          | ausgeschieden                        | ausgeschieden | ausgeschieden                        | ausgeschieden | ausgeschieden                       | ausgeschieden | ausgeschieden | ausgeschieden | ausgeschieden | ausgeschieden | 25   |
| Robin Sowa Lukas Pfretzschner     | Ondřej Perušič David Schweiner       | 1:2          | Kusti Nõlvak Mart Tiisaar            | 0:2           | ausgeschieden                        | ausgeschieden | ausgeschieden                       | ausgeschieden | ausgeschieden | ausgeschieden | ausgeschieden | ausgeschieden | 17   |
| Robin Sowa Lukas Pfretzschner     | Martin Ermacora Moritz Pristauz      | 2:1          | Kusti Nõlvak Mart Tiisaar            | 0:2           | ausgeschieden                        | ausgeschieden | ausgeschieden                       | ausgeschieden | ausgeschieden | ausgeschieden | ausgeschieden | ausgeschieden | 17   |
| Nils Ehlers Clemens Wickler       | Kristoffer Abell Jacob Brinck        | 2:1          | Alexander Huber Christoph Dressler   | 2:1           | Marco Krattiger Florian Breer        | 2:0           | Anders Mol Christian Sørum          | 0:2           | ausgeschieden | ausgeschieden | ausgeschieden | ausgeschieden | 5    |
| Nils Ehlers Clemens Wickler       | Julian Hörl Alexander Horst          | 1:2          | Alexander Huber Christoph Dressler   | 2:1           | Marco Krattiger Florian Breer        | 2:0           | Anders Mol Christian Sørum          | 0:2           | ausgeschieden | ausgeschieden | ausgeschieden | ausgeschieden | 5    |
| Sven Winter Paul Henning          | Michał Bryl Bartosz Łosiak           | 0:2          | ausgeschieden                        | ausgeschieden | ausgeschieden                        | ausgeschieden | ausgeschieden                       | ausgeschieden | ausgeschieden | ausgeschieden | ausgeschieden | ausgeschieden | 25   |
| Sven Winter Paul Henning          | Alexander Huber Christoph Dressler   | 1:2          | ausgeschieden                        | ausgeschieden | ausgeschieden                        | ausgeschieden | ausgeschieden                       | ausgeschieden | ausgeschieden | ausgeschieden | ausgeschieden | ausgeschieden | 25   |

### Kanurennsport
| Athleten                                                        | Wettbewerb | Vorlauf      | Vorlauf | Vorlauf       | Halbfinale   | Halbfinale | Halbfinale    | Finale        | Finale        | Rang   |
| Athleten                                                        | Wettbewerb | Zeit         | Rang    | Qualifikation | Zeit         | Rang       | Qualifikation | Zeit          | Rang          | Rang   |
| --------------------------------------------------------------- | ---------- | ------------ | ------- | ------------- | ------------ | ---------- | ------------- | ------------- | ------------- | ------ |
| Frauen                                                          |            |              |         |               |              |            |               |               |               |        |
| Lisa Jahn                                                       | C-1 200 m  | 48,090 s     | 2       | Finale        | –            | –          | –             | 50,410 s      | 5             | 5      |
| Annika Loske                                                    | C-1 500 m  | —            | —       | —             | —            | —          | —             | 2:11,811 min  | 7             | 7      |
| Annika Loske                                                    | C-1 5000 m | —            | —       | —             | —            | —          | —             | 26:42,746 min | 2             | Silber |
| Lisa Jahn Sophie Koch                                           | C-2 200 m  | —            | —       | —             | —            | —          | —             | 44,879 s      | 3             | Bronze |
| Lisa Jahn Sophie Koch                                           | C-2 500 m  | —            | —       | —             | —            | —          | —             | 2:00,708 min  | 4             | 4      |
| Jule Hake                                                       | K-1 500 m  | 1:53,719 min | 1       | A-Finale      | –            | –          | –             | 1:55,386 min  | 5             | 5      |
| Jule Hake Paulina Paszek                                        | K-2 200 m  | —            | —       | —             | —            | —          | —             | 38,690 s      | 3             | Bronze |
| Jule Hake Paulina Paszek                                        | K-2 500 m  | 1:44,968 min | 1       | A-Finale      | –            | –          | –             | 1:42,702 min  | 3             | Bronze |
| Caroline Arft Julia Hergert                                     | K-2 1000 m | 3:47,035 min | 3       | Finale        | –            | –          | –             | 3:40,120 min  | 5             | 5      |
| Caroline Arft Paulina Paszek Lena Röhlings Katharina Diederichs | K-4 500 m  | 1:36,661 min | 3       | Finale        | –            | –          | –             | 1:37,792 min  | 4             | 4      |
| Edina Müller                                                    | KL-1 200 m | —            | —       | —             | —            | —          | —             | 52,776 s      | 1             | Gold   |
| Anja Adler                                                      | KL-2 200 m | —            | —       | —             | —            | —          | —             | 51,132 s      | 4             | 4      |
| Anja Adler                                                      | VL-3 200 m | —            | —       | —             | —            | —          | —             | 1:05,352 min  | 4             | 4      |
| Felicia Laberer                                                 | KL-3 200 m | —            | —       | —             | —            | —          | —             | 48,566 s      | 4             | 4      |
| Esther Bode                                                     | VL-1 200 m | —            | —       | —             | —            | —          | —             | 1:22,677 min  | 2             | Silber |
| Lillemor Köper                                                  | VL-1 200 m | —            | —       | —             | —            | —          | —             | 1:20,886 min  | 1             | Gold   |
| Katharina Bauernschmidt                                         | VL-2 200 m | —            | —       | —             | —            | —          | —             | 1:04,521 min  | 3             | Bronze |
| Männer                                                          |            |              |         |               |              |            |               |               |               |        |
| Fabien Schatz                                                   | C-1 200 m  | 42,319 s     | 7       | Halbfinale    | 41,140       | 6          | –             | ausgeschieden | ausgeschieden | 12     |
| Sebastian Brendel                                               | C-1 5000 m | —            | —       | —             | —            | —          | —             | 22:50,803 min | 1             | Gold   |
| Sebastian Brendel Tim Hecker                                    | C-2 500 m  | 1:44,970 min | 1       | Finale        | –            | –          | –             | 1:45,510 min  | 3             | Bronze |
| Sebastian Brendel Tim Hecker                                    | C-2 1000 m | —            | —       | —             | —            | —          | —             | 3:32,896 min  | 1             | Gold   |
| Jonas Dräger                                                    | K-1 200 m  | 36,213 s     | 4       | Halbfinale    | 35,868       | 1          | Finale        | 37,309 s      | 7             | 7      |
| Jacob Schopf                                                    | K-1 500 m  | 1:43,083 min | 1       | A-Finale      | –            | –          | –             | 1:38,012 min  | 1             | Gold   |
| Jakob Thordsen                                                  | K-1 1000 m | 3:34,741 min | 2       | Halbfinale    | 3:34,797 min | 1          | A-Finale      | 3:34,754 min  | 4             | 4      |
| Max Rendschmidt                                                 | K-1 5000 m | —            | —       | —             | —            | —          | —             | 21:08,548 min | 7             | 7      |
| Jonas Dräger Moritz Florstedt                                   | K-2 200 m  | 32,585 s     | 2       | Halbfinale    | 32,506 s     | 1          | Finale        | 32,024 s      | 4             | 4      |
| Moritz Florstedt Felix Frank                                    | K-2 500 m  | 1:32,209 min | 1       | A-Finale      | –            | –          | –             | 1:31,434 min  | 2             | Silber |
| Tamás Grossmann Martin Hiller                                   | K-2 1000 m | 3:15,562 min | 1       | Finale        | –            | –          | –             | 3:13,812 min  | 1             | Gold   |
| Max Lemke Tom Liebscher Max Rendschmidt Jacob Schopf            | K-4 500 m  | 1:20,967 min | 1       | Finale        | –            | –          | –             | 1:20,282 min  | 1             | Gold   |
| Felix Frank Martin Hiller Tom Liebscher Tobias Schultz          | K-4 1000 m | —            | —       | —             | —            | —          | —             | 2:53,174 min  | 1             | Gold   |
| Anas Al Khalifa                                                 | KL-1 200 m | —            | —       | —             | —            | —          | —             | 50,305 s      | 5             | 5      |
| Anas Al Khalifa                                                 | VL-2 200 m | —            | —       | —             | —            | —          | —             | 1:02,870 min  | 7             | 7      |

### Leichtathletik
Laufen und Gehen
| Athleten                                                                                             | Wettbewerb          | Vorlauf      | Vorlauf | Halbfinale    | Halbfinale    | Finale        | Finale        | Rang   |
| Athleten                                                                                             | Wettbewerb          | Zeit         | Rang    | Zeit          | Rang          | Zeit          | Rang          | Rang   |
| --- | ------------------- | ------------ | ------- | ------------- | ------------- | ------------- | ------------- | ------ |
| Frauen                                                                                               |                     |              |         |               |               |               |               |        |
| Rebekka Haase                                                                                        | 100 m               | 11,50 s      | 13      | 11,52 s       | 18            | ausgeschieden | ausgeschieden | 18     |
| Tatjana Pinto                                                                                        | 100 m               | 11,43 s      | 5       | 11,55 s       | 21            | ausgeschieden | ausgeschieden | 21     |
| Gina Lückenkemper                                                                                    | 100 m               | –            | –       | 11,11 s       | 3             | 10,99 s       | 1             | Gold   |
| Alexandra Burghardt                                                                                  | 200 m               | 23,16 s      | 8       | 23,05 s       | 6             | 23,24 s       | 8             | 8      |
| Corinna Schwab                                                                                       | 200 m               | –            | –       | 23,44 s       | 15            | ausgeschieden | ausgeschieden | 15     |
| Jessica-Bianca Wessolly                                                                              | 200 m               | 23,14 s      | 7       | 23,47 s       | 17            | ausgeschieden | ausgeschieden | 17     |
| Alica Schmidt                                                                                        | 400 m               | 52,52 s      | 12      | 53,12 s       | 23            | ausgeschieden | ausgeschieden | 23     |
| Corinna Schwab                                                                                       | 400 m               | –            | –       | 52,70 s       | 21            | ausgeschieden | ausgeschieden | 21     |
| Christina Hering                                                                                     | 800 m               | 2:03,00 min  | 15      | 2:00,86 min   | 5             | 2:00,82 min   | 7             | 7      |
| Majtie Kolberg                                                                                       | 800 m               | 2:02,52 min  | 10      | 2:01,20 min   | 9             | ausgeschieden | ausgeschieden | 9      |
| Tanja Spill                                                                                          | 800 m               | 2:04,60 min  | 27      | —             | —             | ausgeschieden | ausgeschieden | 27     |
| Hanna Klein                                                                                          | 1500 m              | 4:03,46 min  | 3       | —             | —             | 4:05,49 min   | 5             | 5      |
| Katharina Trost                                                                                      | 1500 m              | 4:07,20 min  | 13      | —             | —             | 4:06,95 min   | 10            | 10     |
| Sara Benfares                                                                                        | 5000 m              | —            | —       | —             | —             | 15:20,94 min  | 11            | 11     |
| Konstanze Klosterhalfen                                                                              | 5000 m              | —            | —       | —             | —             | 14:50,47 min  | 1             | Gold   |
| Alina Reh                                                                                            | 5000 m              | —            | —       | —             | —             | DNF           | DNF           | DNF    |
| Konstanze Klosterhalfen                                                                              | 10.000 m            | —            | —       | —             | —             | 31:05,21 min  | 4             | 4      |
| Alina Reh                                                                                            | 10.000 m            | —            | —       | —             | —             | 32:14,02 min  | 8             | 8      |
| Monika Zapalska                                                                                      | 100 m Hürden        | 13,39 s      | 12      | ausgeschieden | ausgeschieden | ausgeschieden | ausgeschieden | 25     |
| Eileen Demes                                                                                         | 400 m Hürden        | 57,11 s      | 17      | ausgeschieden | ausgeschieden | ausgeschieden | ausgeschieden | 28     |
| Carolina Krafzik                                                                                     | 400 m Hürden        | 54,32 s      | 1       | 55,29 s       | 8             | 56,02 s       | 8             | 8      |
| Gisèle Wender                                                                                        | 400 m Hürden        | 57,09 s      | 15      | ausgeschieden | ausgeschieden | ausgeschieden | ausgeschieden | 26     |
| Elena Burkard                                                                                        | 3000 m Hindernis    | 9:43,97 min  | 11      | —             | —             | 9:39,63 min   | 12            | 12     |
| Olivia Gürth                                                                                         | 3000 m Hindernis    | 9:50,95 min  | 16      | —             | —             | ausgeschieden | ausgeschieden | 16     |
| Lea Meyer                                                                                            | 3000 m Hindernis    | 9:39,55 min  | 5       | —             | —             | 9:15,35 min   | 2             | Silber |
| Miriam Dattke                                                                                        | Marathon            | —            | —       | —             | —             | 2:28:52 min   | 4             | 4      |
| Kristina Hendel                                                                                      | Marathon            | —            | —       | —             | —             | 2:35:14 min   | 20            | 20     |
| Domenika Mayer                                                                                       | Marathon            | —            | —       | —             | —             | 2:29:21 min   | 6             | 6      |
| Deborah Schöneborn                                                                                   | Marathon            | —            | —       | —             | —             | 2:30:35 min   | 10            | 10     |
| Rabea Schöneborn                                                                                     | Marathon            | —            | —       | —             | —             | 2:31:36 min   | 12            | 12     |
| Katharina Steinruck                                                                                  | Marathon            | —            | —       | —             | —             | 2:32:41 min   | 15            | 15     |
| Miriam Dattke Domenika Mayer Deborah Schöneborn Rabea Schöneborn Katharina Steinruck Kristina Hendel | Marathon Mannschaft | —            | —       | —             | —             | 7:28:48 h     | 1             | Gold   |
| Saskia Feige                                                                                         | 20 km Gehen         | —            | —       | —             | —             | 1:29:25 min   | 3             | Bronze |
| Katrin Schusters                                                                                     | 35 km Gehen         | —            | —       | —             | —             | 3:18:38 min   | 17            | 17     |
| Alexandra Burghardt Lisa Mayer Gina Lückenkemper Rebekka Haase                                       | 4 × 100 m           | 43,33 s      | 5       | —             | —             | 42,34 s       | 1             | Gold   |
| Luna Thiel Mona Mayer Alica Schmidt Carolina Krafzik                                                 | 4 × 400 m           | 3:27,92 min  | 8       | —             | —             | 3:26,09 min   | 5             | 5      |
| Männer                                                                                               |                     |              |         |               |               |               |               |        |
| Owen Ansah                                                                                           | 100 m               | –            | –       | 10,20 s       | 10            | ausgeschieden | ausgeschieden | 10     |
| Lucas Ansah-Peprah                                                                                   | 100 m               | –            | –       | 10,19 s       | 9             | ausgeschieden | ausgeschieden | 9      |
| Julian Wagner                                                                                        | 100 m               | –            | –       | 10,21 s       | 13            | ausgeschieden | ausgeschieden | 13     |
| Owen Ansah                                                                                           | 200 m               | –            | –       | 20,48 s       | 12            | ausgeschieden | ausgeschieden | 12     |
| Robin Erewa                                                                                          | 200 m               | 21,12 s      | 21      | ausgeschieden | ausgeschieden | ausgeschieden | ausgeschieden | 32     |
| Joshua Hartmann                                                                                      | 200 m               | –            | –       | 20,33 s       | 4             | 20,50 s       | 5             | 5      |
| Manuel Sanders                                                                                       | 400 m               | 46,21 s      | 20      | ausgeschieden | ausgeschieden | ausgeschieden | ausgeschieden | 26     |
| Marvin Schlegel                                                                                      | 400 m               | 46,19 s      | 19      | ausgeschieden | ausgeschieden | ausgeschieden | ausgeschieden | 25     |
| Patrick Schneider                                                                                    | 400 m               | 45,58 s      | 6       | 45,92 s       | 15            | ausgeschieden | ausgeschieden | 15     |
| Christoph Kessler                                                                                    | 800 m               | 1:47,72 min  | 17      | ausgeschieden | ausgeschieden | ausgeschieden | ausgeschieden | 17     |
| Marc Reuther                                                                                         | 800 m               | 1:48,33 min  | 28      | ausgeschieden | ausgeschieden | ausgeschieden | ausgeschieden | 28     |
| Christoph Kessler                                                                                    | 1500 m              | 3:39,32 min  | 13      | —             | —             | ausgeschieden | ausgeschieden | 13     |
| Mohamed Mohumed                                                                                      | 1500 m              | 3:45,53 min  | 26      | —             | —             | ausgeschieden | ausgeschieden | 26     |
| Davor Bienenfeld                                                                                     | 5000 m              | —            | —       | —             | —             | 13:45,70 min  | 20            | 20     |
| Sam Parsons                                                                                          | 5000 m              | —            | —       | —             | —             | 13:30,38 min  | 6             | 6      |
| Filimon Abraham                                                                                      | 10.000 m            | —            | —       | —             | —             | 28:53,54 min  | 19            | 19     |
| Samuel Fitwi Sibhatu                                                                                 | 10.000 m            | —            | —       | —             | —             | 28:03,92 min  | 9             | 9      |
| Nils Voigt                                                                                           | 10.000 m            | —            | —       | —             | —             | 28:02,19 min  | 8             | 8      |
| Gregor Traber                                                                                        | 110 m Hürden        | 13,69 s      | 3       | 13,72 s       | 16            | ausgeschieden | ausgeschieden | 16     |
| Joshua Abuaku                                                                                        | 400 m Hürden        | –            | –       | 49,05 s       | 5             | 48,79 s       | 5             | 5      |
| Constantin Preis                                                                                     | 400 m Hürden        | 49,63 s      | 6       | 49,55 s       | 14            | ausgeschieden | ausgeschieden | 14     |
| Karl Bebendorf                                                                                       | 3000 m Hindernis    | 8:31,67 min  | 4       | —             | —             | 8:26,49 min   | 5             | 5      |
| Niklas Buchholz                                                                                      | 3000 m Hindernis    | 8:33,89 min  | 12      | —             | —             | 8:37,51 min   | 14            | 14     |
| Frederik Ruppert                                                                                     | 3000 m Hindernis    | 9:01,93 min  | 28      | —             | —             | ausgeschieden | ausgeschieden | 28     |
| Simon Boch                                                                                           | Marathon            | —            | —       | —             | —             | 2:21:39 min   | 50            | 5      |
| Johannes Motschmann                                                                                  | Marathon            | —            | —       | —             | —             | 2:14:52 min   | 16            | 16     |
| Amanal Petros                                                                                        | Marathon            | —            | —       | —             | —             | 2:10:39 min   | 4             | 4      |
| Hendrik Pfeiffer                                                                                     | Marathon            | —            | —       | —             | —             | 2:16:04 min   | 24            | 24     |
| Richard Ringer                                                                                       | Marathon            | —            | —       | —             | —             | 2:10:21 min   | 1             | Gold   |
| Konstantin Wedel                                                                                     | Marathon            | —            | —       | —             | —             | 2:16:09 min   | 25            | 25     |
| Richard Ringer Amanal Petros Johannes Motschmann Hendrik Pfeiffer Konstantin Wedel Simon Boch        | Marathon Mannschaft | —            | —       | —             | —             | 6:35:52 h     | 2             | Silber |
| Nils Brembach                                                                                        | 20 km Gehen         | —            | —       | —             | —             | DSQ           | DSQ           | DSQ    |
| Karl Junghannß                                                                                       | 20 km Gehen         | —            | —       | —             | —             | 1:28:21 min   | 20            | 20     |
| Leo Köpp                                                                                             | 20 km Gehen         | —            | —       | —             | —             | 1:21:36 min   | 9             | 9      |
| Carl Dohmann                                                                                         | 35 km Gehen         | —            | —       | —             | —             | 2:36:52 min   | 8             | 8      |
| Jonathan Hilbert                                                                                     | 35 km Gehen         | —            | —       | —             | —             | 2:32:44 min   | 5             | 5      |
| Christopher Linke                                                                                    | 35 km Gehen         | —            | —       | —             | —             | 2:29:30 min   | 2             | Silber |
| Kevin Kranz Joshua Hartmann Owen Ansah Lucas Ansah-Peprah                                            | 4 × 100 m           | 37,97 s (NR) | 1       | —             | —             | DNF           | DNF           | DNF    |
| Marvin Schlegel Patrick Schneider Marc Koch Manuel Sanders                                           | 4 × 400 m           | 3:01,80 min  | 3       | —             | —             | 3:02,51 min   | 7             | 7      |

Springen und Werfen
| Athleten                   | Wettbewerb     | Qualifikation | Qualifikation | Finale        | Finale        | Rang   |
| Athleten                   | Wettbewerb     | Weite/Höhe    | Rang          | Weite/Höhe    | Rang          | Rang   |
| -------------------------- | -------------- | ------------- | ------------- | ------------- | ------------- | ------ |
| Frauen                     |                |               |               |               |               |        |
| Marie-Laurence Jungfleisch | Hochsprung     | 1,87 m        | 2             | 1,90 m        | 6             | 6      |
| Bianca Stichling           | Hochsprung     | 1,83 m        | 18            | ausgeschieden | ausgeschieden | 18     |
| Mikaelle Assani            | Weitsprung     | 6,46 m        | 13            | ausgeschieden | ausgeschieden | 13     |
| Merle Homeier              | Weitsprung     | 6,49 m        | 12            | 6,42 m        | 9             | 9      |
| Maryse Luzolo              | Weitsprung     | 6,28 m        | 18            | ausgeschieden | ausgeschieden | 18     |
| Malaika Mihambo            | Weitsprung     | 6,99 m        | 1             | 7,03 m        | 2             | Silber |
| Neele Eckhardt-Noack       | Dreisprung     | 14,53 m       | 1             | 14,43 m       | 4             | 4      |
| Kristin Gierisch           | Dreisprung     | 13,59 m       | 16            | ausgeschieden | ausgeschieden | 16     |
| Jessie Maduka              | Dreisprung     | 12,11 m       | 22            | ausgeschieden | ausgeschieden | 22     |
| Anjuli Knäsche             | Stabhochsprung | 4,40 m        | 14            | ausgeschieden | ausgeschieden | 14     |
| Jacqueline Otchere         | Stabhochsprung | 4,10 m        | 23            | ausgeschieden | ausgeschieden | 23     |
| Sara Gambetta              | Kugelstoßen    | 18,53 m       | 5             | 18,48 m       | 5             | 5      |
| Katharina Maisch           | Kugelstoßen    | 18,65 m       | 3             | 18,01 m       | 8             | 8      |
| Julia Ritter               | Kugelstoßen    | 17,80 m       | 7             | 18,29 m       | 6             | 6      |
| Samantha Borutta           | Hammerwurf     | 67,40 m       | 15            | ausgeschieden | ausgeschieden | 15     |
| Shanice Craft              | Diskuswurf     | 62,64 m       | 5             | 62,78 m       | 7             | 7      |
| Kristin Pudenz             | Diskuswurf     | 64,25 m       | 3             | 67,87 m       | 2             | Silber |
| Claudine Vita              | Diskuswurf     | 63,51 m       | 4             | 65,20 m       | 3             | Bronze |
| Annika-Marie Fuchs         | Speerwurf      | 59,90 m       | 6             | 54,52 m       | 11            | 11     |
| Jana Marie Lowka           | Speerwurf      | 52,85 m       | 21            | ausgeschieden | ausgeschieden | 21     |
| Lea Wipper                 | Speerwurf      | 55,07 m       | 17            | ausgeschieden | ausgeschieden | 17     |
| Männer                     |                |               |               |               |               |        |
| Tobias Potye               | Hochsprung     | 2,21 m        | 1             | 2,27 m        | 2             | Silber |
| Mateusz Przybylko          | Hochsprung     | 2,21 m        | 7             | 2,23 m        | 6             | 6      |
| Jonas Wagner               | Hochsprung     | 2,21 m        | 5             | NM            | NM            | NM     |
| Maximilian Entholzner      | Weitsprung     | 5,63 m        | 21            | ausgeschieden | ausgeschieden | 21     |
| Fabian Heinle              | Weitsprung     | 7,64 m        | 15            | ausgeschieden | ausgeschieden | 15     |
| Torben Blech               | Stabhochsprung | 5,65 m        | 1             | 5,50 m        | 8             | 8      |
| Bo Kanda Lita Baehre       | Stabhochsprung | 5,65 m        | 1             | 5,85 m        | 2             | Silber |
| Oleg Zernikel              | Stabhochsprung | 5,65 m        | 1             | 5,50 m        | 9             | 9      |
| Simon Bayer                | Kugelstoßen    | 19,91 m       | 12            | 19,83 m       | 11            | 11     |
| Torben Brandt              | Diskuswurf     | 56,33 m       | 24            | ausgeschieden | ausgeschieden | 24     |
| Henrik Janssen             | Diskuswurf     | 62,60 m       | 7             | 61,11 m       | 10            | 10     |
| Martin Wierig              | Diskuswurf     | DNS           | DNS           | ausgeschieden | ausgeschieden | DNS    |
| Andreas Hofmann            | Speerwurf      | 77,29 m       | 11            | 74,75 m       | 11            | 11     |
| Thomas Röhler              | Speerwurf      | 71,31 m       | 22            | ausgeschieden | ausgeschieden | 22     |
| Julian Weber               | Speerwurf      | 80,99 m       | 2             | 87,66         | 1             | Gold   |

 Mehrkampf 
| Athletinnen       | 100 m Hürden | 100 m Hürden | Hochsprung | Hochsprung | Kugelstoßen | Kugelstoßen | 200 m      | 200 m  | Weitsprung | Weitsprung | Speerwurf  | Speerwurf | 800 m       | 800 m  | Punkte | Rang |
| Athletinnen       | Zeit         | Punkte       | Höhe       | Punkte     | Weite       | Punkte      | Zeit       | Punkte | Weite      | Punkte     | Weite      | Punkte    | Zeit        | Punkte | Punkte | Rang |
| ----------------- | ------------ | ------------ | ---------- | ---------- | ----------- | ----------- | ---------- | ------ | ---------- | ---------- | ---------- | --------- | ----------- | ------ | ------ | ---- |
| Siebenkampf       |              |              |            |            |             |             |            |        |            |            |            |           |             |        |        |      |
| Carolin Schäfer   | 13,39 s SB   | 1066         | 1,74 m SB  | 903        | 13,68 m     | 773         | 24,16 s SB | 965    | 5,82 m     | 795        | 50,18 m SB | 864       | 2:17,55 min | 857    | 6223   | 6    |
| Sophie Weißenberg | 13,72 s      | 1018         | 1,80 m     | 978        | 13,26 m     | 745         | 24,16 s    | 965    | 6,35 m     | 959        | 46,73 m    | 797       | DNS         | 0      | 5462   | DNF  |

| Athleten     | 100 m   | 100 m | Weitsprung | Weitsprung | Kugelstoßen | Kugelstoßen | Hochsprung | Hochsprung | 400 m   | 400 m | 110 m Hürden | 110 m Hürden | Diskuswurf | Diskuswurf | Stabhochsprung | Stabhochsprung | Speerwurf | Speerwurf | 1500 m      | 1500 m | Punkte | Rang |
| Athleten     | Zeit    | Pkte. | Weite      | Pkte.      | Weite       | Pkte.       | Höhe       | Pkte.      | Zeit    | Pkte. | Zeit         | Pkte.        | Weite      | Pkte.      | Höhe           | Pkte.          | Weite     | Pkte.     | Zeit        | Pkte.  | Punkte | Rang |
| ------------ | ------- | ----- | ---------- | ---------- | ----------- | ----------- | ---------- | ---------- | ------- | ----- | ------------ | ------------ | ---------- | ---------- | -------------- | -------------- | --------- | --------- | ----------- | ------ | ------ | ---- |
| Zehnkampf    |         |       |            |            |             |             |            |            |         |       |              |              |            |            |                |                |           |           |             |        |        |      |
| Arthur Abele | 11,24 s | 808   | 7,01 m     | 816        | 15,06 m     | 793         | 1,81 m     | 636        | 50,37 s | 798   | 14,50 s      | 911          | 42,38 m    | 713        | 4,50 m         | 760            | 60,98 m   | 753       | 4:40,94 min | 674    | 7662   | 6    |
| Niklas Kaul  | 11,16 s | 825   | 7,10 m     | 838        | 14,90 m     | 784         | 2,02 m     | 822        | 47,87 s | 915   | 14,45 s      | 917          | 41,80 m    | 701        | 4,90 m         | 880            | 76,05 m   | 982       | 4:10,04 min | 881    | 8545   | Gold |
| Kai Kazmirek | 11,15 s | 827   | 7,25 m     | 874        | 14,09 m     | 734         | 2,02 m     | 822        | 48,24 s | 898   | 14,42 s      | 921          | 45,18 m    | 771        | 5,00 m         | 910            | 61,23 m   | 756       | 4:46,82 min | 638    | 8151   | 13   |
| Tim Nowak    | 11,51 s | 750   | 6,97 m     | 807        | 14,27 m     | 745         | 2,08 m     | 878        | DNS     | DNS   | DNS          | DNS          | DNS        | DNS        | DNS            | DNS            | DNS       | DNS       | DNS         | DNS    | DNF    | DNF  |

### Radsport

#### Bahn
| Athleten                                                                   | Wettbewerb            | Qualifikation | Qualifikation | 1. Runde     | 1. Runde | Halbfinale    | Halbfinale    | Finals        | Finals        | Rang   |
| Athleten                                                                   | Wettbewerb            | Zeit          | Rang          | Zeit         | Rang     | Zeit          | Rang          | Zeit/Punkte   | Rang          | Rang   |
| -------------------------------------------------------------------------- | --------------------- | ------------- | ------------- | ------------ | -------- | ------------- | ------------- | ------------- | ------------- | ------ |
| Frauen                                                                     |                       |               |               |              |          |               |               |               |               |        |
| Lisa Brennauer                                                             | Einerverfolgung       | 3:21,138 min  | 1             | —            | —        | —             | —             | 3:23,566 min  | 2             | Silber |
| Mieke Kröger                                                               | Einerverfolgung       | 3:23,569 min  | 2             | —            | —        | —             | —             | 3:22,469 min  | 1             | Gold   |
| Lea Sophie Friedrich                                                       | Keirin                | —             | —             | –            | 1        | –             | 1             | –             | 1             | Gold   |
| Emma Hinze                                                                 | Keirin                | —             | —             | DNS          | DNS      | ausgeschieden | ausgeschieden | ausgeschieden | ausgeschieden | DNS    |
| Emma Hinze                                                                 | 500 m Zeitfahren      | 32,732 s      | 1             | —            | —        | —             | —             | 32,668 s      | 1             | Gold   |
| Pauline Grabosch                                                           | 500 m Zeitfahren      | 33,544 s      | 4             | —            | —        | —             | —             | 33,684 s      | 5             | 5      |
| Lea Lin Teutenberg                                                         | 10 km Scratch         | —             | —             | —            | —        | —             | —             | –             | 15            | 15     |
| Lea Lin Teutenberg                                                         | Ausscheidungsfahren   | —             | —             | —            | —        | —             | —             | –             | 7             | 7      |
| Lena Charlotte Reißner                                                     | 25 km Punktefahren    | —             | —             | —            | —        | —             | —             | −19 Punkte    | 12            | 12     |
| Franziska Brauße Lena Charlotte Reißner Lea Lin Teutenberg                 | Madison               | —             | —             | —            | —        | –             | 6             | ausgeschieden | ausgeschieden | 6      |
| Lea Sophie Friedrich Pauline Grabosch Emma Hinze                           | Teamsprint            | 38,097 s      | 1             | 38,114 s     | 1        | —             | —             | 38,061 s      | 1             | Gold   |
| Franziska Brauße Lisa Klein Mieke Kröger Lisa Brennauer Lea Lin Teutenberg | Mannschaftsverfolgung | 4:14,688 min  | 1             | 4:14,665 min | 1        | —             | —             | 4:10,872 min  | 1             | Gold   |
| Männer                                                                     |                       |               |               |              |          |               |               |               |               |        |
| Tobias Buck-Gramcko                                                        | Einerverfolgung       | 4:16,778 min  | 8             | —            | —        | —             | —             | ausgeschieden | ausgeschieden | 8      |
| Nicolas Heinrich                                                           | Einerverfolgung       | 4:08,995 min  | 1             | —            | —        | —             | —             | 4:09,320 min  | 1             | Gold   |
| Maximilian Dörnbach                                                        | Keirin                | —             | —             | –            | 1        | –             | 1             | –             | 2             | Silber |
| Maximilian Dörnbach                                                        | 1 km Zeitfahren       | 59,918 s      | 3             | —            | —        | —             | —             | 1:00,225 min  | 3             | Bronze |
| Marc Jurczyk                                                               | Keirin                | —             | —             | –            | 1        | –             | 1             | –             | 6             | 6      |
| Marc Jurczyk                                                               | 1 km Zeitfahren       | 1:00,590 min  | 6             | —            | —        | —             | —             | 1:00,879 min  | 6             | 6      |
| Moritz Malcharek                                                           | 15 km Scratch         | —             | —             | —            | —        | —             | —             | –             | 2             | Silber |
| Roger Kluge                                                                | 40 km Punktefahren    | —             | —             | —            | —        | —             | —             | 104 Punkte    | 4             | 4      |
| Theo Reinhardt                                                             | Ausscheidungsfahren   | —             | —             | —            | —        | —             | —             | –             | 2             | Silber |
| Roger Kluge Theo Reinhardt                                                 | Madison               | —             | —             | —            | —        | 101           | 1             | Gold          |               |        |
| Timo Bichler Maximilian Dörnbach Marc Jurczyk Nik Schröter                 | Teamsprint            | 36,096 s      | 5             | 35,915 s     | 5        | —             | —             | ausgeschieden | ausgeschieden | 5      |
| Tobias Buck-Gramcko Nicolas Heinrich Theo Reinhardt Leon Rohde             | Mannschaftsverfolgung | 3:56,239 min  | 5             | 3:53,197 min | 1        | —             | —             | 3:55,841 min  | 4             | 4      |

| Athleten             | Wettbewerb | Qualifikation | Qualifikation | 1. Runde | 1. Runde | Achtelfinale         | Achtelfinale | Viertelfinale        | Viertelfinale | Halbfinale          | Halbfinale    | Finale/Platz 3               | Finale/Platz 3 | Rang |
| Athleten             | Wettbewerb | Zeit          | Rang          | Gegner   | Ergebnis | Gegner               | Ergebnis     | Gegner               | Ergebnis      | Gegner              | Ergebnis      | Gegner                       | Ergebnis       | Rang |
| -------------------- | ---------- | ------------- | ------------- | -------- | -------- | -------------------- | ------------ | -------------------- | ------------- | ------------------- | ------------- | ---------------------------- | -------------- | ---- |
| Frauen               |            |               |               |          |          |                      |              |                      |               |                     |               |                              |                |      |
| Lea Sophie Friedrich | Sprint     | 10,543 s      | 4             | Freilos  | Freilos  | Orla Walsh           | S            | Oleksandra Lohwynjuk | S             | Mathilde Gros       | N             | Platz 3: Laurine van Riessen | N              | 4    |
| Emma Hinze           | Sprint     | 10,372 s      | 2             | Freilos  | Freilos  | Veronika Jaborníková | S            | Sophie Capewell      | S             | Laurine van Riessen | S             | Mathilde Gros                | S              | Gold |
| Männer               |            |               |               |          |          |                      |              |                      |               |                     |               |                              |                |      |
| Maximilian Dörnbach  | Sprint     | 9,785 s       | 6             | Freilos  | Freilos  | Martin Čechman       | S            | Sébastien Vigier     | N             | ausgeschieden       | ausgeschieden | ausgeschieden                | ausgeschieden  | 5    |
| Marc Jurczyk         | Sprint     | 9,839 s       | 7             | Freilos  | Freilos  | Hamish Turnbull      | N            | ausgeschieden        | ausgeschieden | ausgeschieden       | ausgeschieden | ausgeschieden                | ausgeschieden  | 9    |

| Athleten           | Wettbewerb | Qualifikation Punktefahren | Qualifikation Punktefahren | Scratch | Scratch | Temporennen | Temporennen | Ausscheidungs- fahren | Ausscheidungs- fahren | Punkte- fahren | Punkte- fahren | Punkte | Rang |
| Athleten           | Wettbewerb | Punkte                     | Rang                       | Punkte  | Rang    | Punkte      | Rang        | Punkte                | Rang                  | Punkte         | Zieleinlauf    | Punkte | Rang |
| ------------------ | ---------- | -------------------------- | -------------------------- | ------- | ------- | ----------- | ----------- | --------------------- | --------------------- | -------------- | -------------- | ------ | ---- |
| Frauen             |            |                            |                            |         |         |             |             |                       |                       |                |                |        |      |
| Lea Lin Teutenberg | Omnium     | —                          | —                          | 30      | 6       | 18          | 12          | 30                    | 6                     | 48             | 6              | 126    | 6    |
| Männer             |            |                            |                            |         |         |             |             |                       |                       |                |                |        |      |
| Moritz Malcharek   | Omnium     | 7                          | 3                          | 20      | 11      | 20          | 11          | 28                    | 7                     | 23             | 9              | 91     | 9    |

#### Straße
| Athleten            | Wettbewerb       | Zeit         | Rang |
| ------------------- | ---------------- | ------------ | ---- |
| Frauen              |                  |              |      |
| Franziska Brauße    | Straßenrennen    | 3:02:32 h    | 82   |
| Lisa Brennauer      | Straßenrennen    | 2:59:20 h    | 4    |
| Lisa Brennauer      | Einzelzeitfahren | 32:57,73 min | 12   |
| Romy Kasper         | Straßenrennen    | 2:59:30 h    | 38   |
| Lisa Klein          | Straßenrennen    | 3:02:32 h    | 81   |
| Lisa Klein          | Einzelzeitfahren | 34:35,26 min | 23   |
| Franziska Koch      | Straßenrennen    | 3:02:32 h    | 80   |
| Mieke Kröger        | Straßenrennen    | 2:59:44 h    | 49   |
| Liane Lippert       | Straßenrennen    | 2:59:30 h    | 31   |
| Lea Lin Teutenberg  | Straßenrennen    | 3:00:26 h    | 58   |
| Männer              |                  |              |      |
| Pascal Ackermann    | Straßenrennen    | DNF          | DNF  |
| Phil Bauhaus        | Straßenrennen    | 4:38:49 h    | 18   |
| John Degenkolb      | Straßenrennen    | 4:41:14 h    | 96   |
| Nico Denz           | Straßenrennen    | 4:45:52 h    | 123  |
| Roger Kluge         | Straßenrennen    | 4:39:55 h    | 83   |
| Alexander Krieger   | Straßenrennen    | 4:39:55 h    | 84   |
| Nils Politt         | Straßenrennen    | 4:41:14 h    | 95   |
| Michael Schwarzmann | Straßenrennen    | 4:42:01 h    | 103  |
| Miguel Heidemann    | Einzelzeitfahren | 28:51,42 min | 16   |
| Max Walscheid       | Einzelzeitfahren | 29:47,17 min | 25   |

#### Mountainbike
| Athleten          | Wettbewerb    | Zeit      | Rang |
| ----------------- | ------------- | --------- | ---- |
| Frauen            |               |           |      |
| Leonie Daubermann | Cross-Country | 1:35:51 h | 17   |
| Nadine Rieder     | Cross-Country | 1:36:26 h | 18   |
| Lia Schrievers    | Cross-Country | 1:38:11 h | 26   |
| Männer            |               |           |      |
| Maximilian Brandl | Cross-Country | 1:21:09 h | 28   |
| Georg Egger       | Cross-Country | 1:21:17 h | 31   |
| David List        | Cross-Country | 1:19:22 h | 13   |
| Luca Schwarzbauer | Cross-Country | 1:18:57 h | 10   |
| Niklas Schehl     | Cross-Country | DNF       | DNF  |
| Julian Schelb     | Cross-Country | 1:20:33 h | 96   |

#### BMX-Freestyle
| Athleten       | Wettbewerb | Qualifikation | Qualifikation | Finale        | Finale        | Rang   |
| Athleten       | Wettbewerb | Punkte        | Rang          | Punkte        | Rang          | Rang   |
| -------------- | ---------- | ------------- | ------------- | ------------- | ------------- | ------ |
| Frauen         |            |               |               |               |               |        |
| Lea Müller     | Park       | 63,60         | 5             | 78,60         | 2             | Silber |
| Lara Lessmann  | Park       | 73,40         | 3             | 75,30         | 4             | 4      |
| Rebecca Gruhn  | Park       | 46,80         | 8             | 59,20         | 7             | 7      |
| Männer         |            |               |               |               |               |        |
| Michael Meisel | Park       | 58,20         | 15            | ausgeschieden | ausgeschieden | 15     |
| Timo Schulze   | Park       | 71,20         | 8             | 78,60         | 6             | 8      |
| Paul Thölen    | Park       | 70,70         | 9             | 78,00         | 8             | 8      |

### Rudern
| Athleten | Wettbewerb                      | Vorlauf      | Vorlauf | Vorlauf       | Hoffnungslauf | Hoffnungslauf | Hoffnungslauf | Halbfinale  | Halbfinale | Halbfinale    | Finale       | Finale | Rang   |
| Athleten | Wettbewerb                      | Zeit         | Rang    | Qualifikation | Zeit          | Rang          | Qualifikation | Zeit        | Rang       | Qualifikation | Zeit         | Rang   | Rang   |
| --- | ------------------------------- | ------------ | ------- | ------------- | ------------- | ------------- | ------------- | ----------- | ---------- | ------------- | ------------ | ------ | ------ |
| Frauen |                                 |              |         |               |               |               |               |             |            |               |              |        |        |
| Alexandra Föster | Einer                           | 9:13,83 min  | 4       | Hoffnungslauf | 8:32,98 min   | 1             | Halbfinale    | 8:06,85 min | 2          | A-Finale      | 8:09,86 min  | 3      | Bronze |
| Marie-Louise Dräger | Leichtgewichts-Einer            | 9:01,67 min  | 4       | Hoffnungslauf | 8:18,10 min   | 2             | A-Finale      | —           | —          | —             | 8:24,81 min  | 6      | 6      |
| Manuela Diening | PR1-Einer                       | 11:53,89 min | 2       | A-Finale      | —             | —             | —             | —           | —          | —             | 11:07,89 min | 2      | Silber |
| Judith Guhse Sophie Leupold | Doppelzweier                    | 8:04,97 min  | 4       | Hoffnungslauf | 7:48,13 min   | 2             | Halbfinale    | 7:40,04 min | 5          | B-Finale      | 7:20,39 min  | 3      | 9      |
| Marion Reichardt Johanna Reichardt | Leichtgewichts-Doppelzweier     | 8:03,89 min  | 5       | Hoffnungslauf | 7:41,46 min   | 3             | B-Finale      | —           | —          | —             | 7:44,62 min  | 3      | 9      |
| Sarah Wibberenz Frauke Hundeling Marie-Sophie Zeidler Pia Greiten                                                                               | Doppelvierer                    | 7:19,80 min  | 3       | Hoffnungslauf | 6:53,00 min   | 3             | A-Finale      | —           | —          | —             | 7:10,63 min  | 6      | 6      |
| Rieke Hülsen Romy Dreher Katrin Volk Cosima Clotten                                                                                             | Leichtgewichts-Doppelvierer     | 7:04,21 min  | 2       | A-Finale      | —             | —             | —             | —           | —          | —             | 7:03,81 min  | 2      | 2      |
| Lena Osterkamp Marie-Cathérine Arnold | Zweier ohne Steuerfrau          | 8:08,74 min  | 5       | Hoffnungslauf | 7:50,85 min   | 6             | B-Finale      | —           | —          | —             | 7:44,08 min  | 4      | 10     |
| Christin Stöhner Paula Rossen Paula Hartmann Hanna Winter                                                                                       | Vierer ohne Steuerfrau          | 7:43,72 min  | 5       | Hoffnungslauf | 7:22,10 min   | 6             | B-Finale      | —           | —          | —             | 7:13,39 min  | 4      | 10     |
| Hannah Reif Lena Sarassa Melanie Göldner Alyssa Meyer Nora Peuser Tabea Kuhnert Lisa Gutfleisch Katja Fuhrmann Larina Hillemann (Stf.)          | Achter                          | 6:59,09 min  | 4       | Hoffnungslauf | abgesagt      | abgesagt      | A-Finale      | —           | —          | —             | 6:46,28 min  | 5      | 5      |
| Männer |                                 |              |         |               |               |               |               |             |            |               |              |        |        |
| Oliver Zeidler | Einer                           | 7:54,70 min  | 1       | Halbfinale    | –             | –             | –             | 7:12,00 min | 1          | A-Finale      | 7:19,67 min  | 4      | 4      |
| Simon Klüter Johannes Ursprung Fabio Kress Joachim Agne                                                                                         | Leichtgewichts-Doppelvierer     | 7:08,91 min  | 2       | A-Finale      | —             | —             | —             | —           | —          | —             | 6:24,14 min  | 2      | 2      |
| Theis Hagemeister Malte Großmann Max John Marc Kammann                                                                                          | Vierer ohne Steuermann          | 6:46,39 min  | 4       | Hoffnungslauf | 6:35,32 min   | 3             | B-Finale      | —           | —          | —             | 6:10,41 min  | 1      | 7      |
| Olaf Roggensack Jasper Angl Julian Garth Laurits Follert Benedict Eggeling Tom Tewes Wolf-Niclas Schröder Torben Johannesen Jonas Wiesen (Stm.) | Achter                          | 6:01,68 min  | 2       | A-Finale      | —             | —             | —             | —           | —          | —             | 5:55,45 min  | 4      | 4      |
| Mixed |                                 |              |         |               |               |               |               |             |            |               |              |        |        |
| Leopold Reimann Sylvia Pille-Steppat | PR2-Doppelzweier                | 10:22,27 min | 5       | A-Finale      | —             | —             | —             | —           | —          | —             | 9:46,35 min  | 5      | 5      |
| Jan Helmich Susanne Lackner Katharina Marchand Marc Lembeck Inga Thöne (Stf.)                                                                   | PR3-Vierer mit Steuerfrau/-mann | 8:15,74 min  | 4       | A-Finale      | —             | —             | —             | —           | —          | —             | 7:33,17 min  | 3      | Bronze |

### Sportklettern
| Athleten            | Wettbewerb      | Qualifikation | Qualifikation | Halbfinale    | Halbfinale    | Finale        | Finale        | Rang   |
| Athleten            | Wettbewerb      | Punkte        | Rang          | Punkte        | Rang          | Punkte        | Rang          | Rang   |
| ------------------- | --------------- | ------------- | ------------- | ------------- | ------------- | ------------- | ------------- | ------ |
| Frauen              |                 |               |               |               |               |               |               |        |
| Alma Bestvater      | Bouldern        | 2T5z 6 13     | 7             | 0T2z 0 2      | 16            | ausgeschieden | ausgeschieden | 16     |
| Afra Hönig          | Bouldern        | 2T3z 10 12    | 25            | ausgeschieden | ausgeschieden | ausgeschieden | ausgeschieden | 25     |
| Leonie Lochner      | Bouldern        | 1T2z 1 2      | 40            | ausgeschieden | ausgeschieden | ausgeschieden | ausgeschieden | 40     |
| Roxana Wienand      | Bouldern        | 2T4z 15 19    | 23            | ausgeschieden | ausgeschieden | ausgeschieden | ausgeschieden | 23     |
| Hannah Meul         | Bouldern        | 3T4z 14 17    | 13            | 3T4z 8 10     | 3             | 2T3z 3 4      | 2             | Silber |
| Hannah Meul         | Lead            | 13,44         | 13            | 27            | 5             | 37            | 7             | 7      |
| Hannah Meul         | Bouldern & Lead | —             | —             | —             | —             | 85,0          | 5             | 5      |
| Kathe Atkins        | Lead            | 28,98         | 29            | ausgeschieden | ausgeschieden | ausgeschieden | ausgeschieden | 29     |
| Männer              |                 |               |               |               |               |               |               |        |
| Max Kleesattel      | Bouldern        | 1T4z 2 6      | 21            | ausgeschieden | ausgeschieden | ausgeschieden | ausgeschieden | 22     |
| Christoph Schweiger | Bouldern        | 3T5z 9 10     | 5             | 1T2z 7 8      | 8             | ausgeschieden | ausgeschieden | 8      |
| Alexander Megos     | Bouldern        | 2T4z 2 12     | 13            | 0T2z 0 6      | 14            | ausgeschieden | ausgeschieden | 16     |
| Alexander Megos     | Lead            | 2,29          | 1             | 42+           | 5             | 30+           | 5             | 5      |
| Yannick Flohé       | Bouldern        | 3T5z 11 18    | 7             | 0T2z 0 2      | 13            | ausgeschieden | ausgeschieden | 13     |
| Yannick Flohé       | Lead            | 3,74          | 3             | 40+           | 7             | 29+           | 6             | 6      |
| Philipp Martin      | Bouldern        | 0T2z 0 7      | 51            | ausgeschieden | ausgeschieden | ausgeschieden | ausgeschieden | 52     |
| Philipp Martin      | Lead            | 27,50         | 30            | ausgeschieden | ausgeschieden | ausgeschieden | ausgeschieden | 30     |
| Sebastian Halenke   | Lead            | 36,92         | 38            | ausgeschieden | ausgeschieden | ausgeschieden | ausgeschieden | 38     |

| Athleten         | Wettbewerb | Qualifikation | Qualifikation | Achtelfinale       | Achtelfinale  | Viertelfinale      | Viertelfinale | Halbfinale    | Halbfinale    | Finale        | Finale        | Rang |
| Athleten         | Wettbewerb | Zeit          | Rang          | Gegner             | Zeit          | Gegner             | Zeit          | Gegner        | Zeit          | Punkte        | Rang          | Rang |
| ---------------- | ---------- | ------------- | ------------- | ------------------ | ------------- | ------------------ | ------------- | ------------- | ------------- | ------------- | ------------- | ---- |
| Frauen           |            |               |               |                    |               |                    |               |               |               |               |               |      |
| Anna Apel        | Speed      | 9,015 s       | 15            | Aleksandra Kałucka | 8,420 s       | ausgeschieden      | ausgeschieden | ausgeschieden | ausgeschieden | ausgeschieden | ausgeschieden | 15   |
| Nuria Brockfeld  | Speed      | 8,565 s       | 10            | Capucine Viglione  | 8,151         | Aleksandra Kałucka | 10,564 s      | ausgeschieden | ausgeschieden | ausgeschieden | ausgeschieden | 7    |
| Julia Koch       | Speed      | 8,908 s       | 13            | Anna Brozek        | 9,919 s       | ausgeschieden      | ausgeschieden | ausgeschieden | ausgeschieden | ausgeschieden | ausgeschieden | 13   |
| Männer           |            |               |               |                    |               |                    |               |               |               |               |               |      |
| Leander Carmanns | Speed      | 6,180         | 13            | Bassa Mawem        | 6,828         | ausgeschieden      | ausgeschieden | ausgeschieden | ausgeschieden | ausgeschieden | ausgeschieden | 14   |
| Sebastian Lucke  | Speed      | 5,973         | 9             | Alessandro Boulos  | 9,172         | ausgeschieden      | ausgeschieden | ausgeschieden | ausgeschieden | ausgeschieden | ausgeschieden | 10   |
| Linus Bader      | Speed      | 7,248         | 21            | ausgeschieden      | ausgeschieden | ausgeschieden      | ausgeschieden | ausgeschieden | ausgeschieden | ausgeschieden | ausgeschieden | 21   |
| Dorian Zedler    | Speed      | 6,668         | 20            | ausgeschieden      | ausgeschieden | ausgeschieden      | ausgeschieden | ausgeschieden | ausgeschieden | ausgeschieden | ausgeschieden | 20   |

### Tischtennis
| Athleten                            | Wettbewerb | Gruppenphase         | Gruppenphase | Vorrunde | Vorrunde | 1. Runde                          | 1. Runde | 2. Runde                                         | 2. Runde      | Achtelfinale                            | Achtelfinale  | Viertelfinale                   | Viertelfinale | Halbfinale      | Halbfinale    | Finale          | Finale        | Rang   |
| Athleten                            | Wettbewerb | Gegner               | Erg.         | Gegner   | Erg.     | Gegner                            | Erg.     | Gegner                                           | Erg.          | Gegner                                  | Erg.          | Gegner                          | Erg.          | Gegner          | Erg.          | Gegner          | Erg.          | Rang   |
| ----------------------------------- | ---------- | -------------------- | ------------ | -------- | -------- | --------------------------------- | -------- | ------------------------------------------------ | ------------- | --------------------------------------- | ------------- | ------------------------------- | ------------- | --------------- | ------------- | --------------- | ------------- | ------ |
| Frauen                              |            |                      |              |          |          |                                   |          |                                                  |               |                                         |               |                                 |               |                 |               |                 |               |        |
| Han Ying                            | Einzel     | Freilos              | Freilos      | Freilos  | Freilos  | Dragana Vignjević                 | 4:0      | Christina Källberg                               | 4:0           | Sabine Winter                           | 0:4 (DNS)     | ausgeschieden                   | ausgeschieden | ausgeschieden   | ausgeschieden | ausgeschieden   | ausgeschieden | 9      |
| Annett Kaufmann                     | Einzel     | Airi Avameri         | 3:1          | Freilos  | Freilos  | Natalia Bajor                     | 3:4      | ausgeschieden                                    | ausgeschieden | ausgeschieden                           | ausgeschieden | ausgeschieden                   | ausgeschieden | ausgeschieden   | ausgeschieden | ausgeschieden   | ausgeschieden | 33     |
| Annett Kaufmann                     | Einzel     | Elisavet Terpou      | 3:0          | Freilos  | Freilos  | Natalia Bajor                     | 3:4      | ausgeschieden                                    | ausgeschieden | ausgeschieden                           | ausgeschieden | ausgeschieden                   | ausgeschieden | ausgeschieden   | ausgeschieden | ausgeschieden   | ausgeschieden | 33     |
| Nina Mittelham                      | Einzel     | Freilos              | Freilos      | Freilos  | Freilos  | Charlotte Lutz                    | 4:1      | Yuan Wan                                         | 4:1           | Andreea Dragoman                        | 4:2           | Yuan Jia Nan                    | 4:3           | Shan Xiaona     | 4:1           | Sofia Polcanova | 0:4 (DNF)     | Silber |
| Franziska Schreiner                 | Einzel     | Alexandra Chiriacova | 3:0          | Freilos  | Freilos  | María Xiao                        | 3:4      | ausgeschieden                                    | ausgeschieden | ausgeschieden                           | ausgeschieden | ausgeschieden                   | ausgeschieden | ausgeschieden   | ausgeschieden | ausgeschieden   | ausgeschieden | 33     |
| Franziska Schreiner                 | Einzel     | Özge Yılmaz          | 3:0          | Freilos  | Freilos  | María Xiao                        | 3:4      | ausgeschieden                                    | ausgeschieden | ausgeschieden                           | ausgeschieden | ausgeschieden                   | ausgeschieden | ausgeschieden   | ausgeschieden | ausgeschieden   | ausgeschieden | 33     |
| Franziska Schreiner                 | Einzel     | Marija Gnjatić       | 3:0          | Freilos  | Freilos  | María Xiao                        | 3:4      | ausgeschieden                                    | ausgeschieden | ausgeschieden                           | ausgeschieden | ausgeschieden                   | ausgeschieden | ausgeschieden   | ausgeschieden | ausgeschieden   | ausgeschieden | 33     |
| Shan Xiaona                         | Einzel     | Freilos              | Freilos      | Freilos  | Freilos  | Tania Plaian                      | 4:0      | Katarzyna Węgrzyn                                | 4:0           | Elizabeta Samara                        | 4:0           | Shao Jieni                      | 4:3           | Nina Mittelham  | 1:4           | ausgeschieden   | ausgeschieden | Bronze |
| Yuan Wan                            | Einzel     | Freilos              | Freilos      | Freilos  | Freilos  | Kateřina Tomanovská               | 4:2      | Nina Mittelham                                   | 1:4           | ausgeschieden                           | ausgeschieden | ausgeschieden                   | ausgeschieden | ausgeschieden   | ausgeschieden | ausgeschieden   | ausgeschieden | 17     |
| Sabine Winter                       | Einzel     | Freilos              | Freilos      | Freilos  | Freilos  | Océane Guisnel                    | 4:0      | Irina Ciobanu                                    | 4:3           | Han Ying                                | 4:0 (DNS)     | Giorgia Piccolin                | 4:0           | Sofia Polcanova | 3:4           | ausgeschieden   | ausgeschieden | Bronze |
| Annett Kaufmann Franziska Schreiner | Doppel     | —                    | —            | —        | —        | Ariel Barbosa / Tessy Gonderinger | 3:1      | Tetjana Bilenko / Hanna Haponowa                 | 3:0           | Sabine Winter / Nina Mittelham          | 0:3           | ausgeschieden                   | ausgeschieden | ausgeschieden   | ausgeschieden | ausgeschieden   | ausgeschieden | 9      |
| Sabine Winter Nina Mittelham        | Doppel     | —                    | —            | —        | —        | Freilos                           | Freilos  | Anna Węgrzyn / Katarzyna Węgrzyn                 | 3:2           | Annett Kaufmann / Franziska Schreiner   | 3:0           | María Xiao / Adina Diaconu      | 1:3           | ausgeschieden   | ausgeschieden | ausgeschieden   | ausgeschieden | 5      |
| Männer                              |            |                      |              |          |          |                                   |          |                                                  |               |                                         |               |                                 |               |                 |               |                 |               |        |
| Timo Boll                           | Einzel     | Freilos              | Freilos      | Freilos  | Freilos  | Samuel Kulczycki                  | 4:3      | Lubomír Jančařík                                 | 4:0           | Wang Yang                               | 4:0           | Dang Qiu                        | 0:4           | ausgeschieden   | ausgeschieden | ausgeschieden   | ausgeschieden | 5      |
| Benedikt Duda                       | Einzel     | Freilos              | Freilos      | Freilos  | Freilos  | Jordy Piccolin                    | 4:1      | Daniel Habesohn                                  | 4:3           | Dang Qiu                                | 1:4           | ausgeschieden                   | ausgeschieden | ausgeschieden   | ausgeschieden | ausgeschieden   | ausgeschieden | 9      |
| Patrick Franziska                   | Einzel     | Freilos              | Freilos      | Freilos  | Freilos  | Pavel Sirucek                     | 4:0      | Jakub Dyjas                                      | 4:1           | Tiago Apolónia                          | 2:4           | ausgeschieden                   | ausgeschieden | ausgeschieden   | ausgeschieden | ausgeschieden   | ausgeschieden | 9      |
| Dimitrij Ovtcharov                  | Einzel     | Freilos              | Freilos      | Freilos  | Freilos  | Martin Buch Andersen              | 4:1      | András Csaba                                     | 4:0           | Marcos Freitas                          | 4:3           | Kristian Karlsson               | 2:4           | ausgeschieden   | ausgeschieden | ausgeschieden   | ausgeschieden | 5      |
| Dang Qiu                            | Einzel     | Freilos              | Freilos      | Freilos  | Freilos  | İbrahim Gündüz                    | 4:3      | Ioannis Sgouropoulos                             | 4:0           | Benedikt Duda                           | 4:1           | Timo Boll                       | 4:0           | Mattias Falck   | 4:1           | Darko Jorgić    | 4:1           | Gold   |
| Dang Qiu Benedikt Duda              | Doppel     | —                    | —            | —        | —        | Freilos                           | Freilos  | Giorgos Konstantinopoulos / Ioannis Sgouropoulos | 3:1           | Ľubomír Pištej / Aleksandar Karakašević | 3:1           | Daniel Habesohn / Robert Gardos | 2:3           | ausgeschieden   | ausgeschieden | ausgeschieden   | ausgeschieden | 5      |
| Mixed                               |            |                      |              |          |          |                                   |          |                                                  |               |                                         |               |                                 |               |                 |               |                 |               |        |
| Dang Qiu Nina Mittelham             | Doppel     | —                    | —            | —        | —        | Freilos                           | Freilos  | Truls Möregårdh / Linda Bergström                | 3:2           | Robert Gardos / Sofia Polcanova         | 1:3           | ausgeschieden                   | ausgeschieden | ausgeschieden   | ausgeschieden | ausgeschieden   | ausgeschieden | 9      |
| Benedikt Duda Sabine Winter         | Doppel     | —                    | —            | —        | —        | Jordy Piccolin / Debora Vivarelli | 3:1      | Eric Glod / Sarah De Nutte                       | 3:1           | Ľubomír Pištej / Barbora Balážová       | 0:3           | ausgeschieden                   | ausgeschieden | ausgeschieden   | ausgeschieden | ausgeschieden   | ausgeschieden | 9      |

### Triathlon
| Athleten                                                | Wettbewerb | Zeit      | Rang   |
| ------------------------------------------------------- | ---------- | --------- | ------ |
| Frauen                                                  |            |           |        |
| Nina Eim                                                | Einzel     | 1:52:51 h | 4      |
| Marlene Gomez-Göggel                                    | Einzel     | 1:56:13 h | 19     |
| Anabel Knoll                                            | Einzel     | DNF       | DNF    |
| Annika Koch                                             | Einzel     | 1:53:44 h | 10     |
| Laura Lindemann                                         | Einzel     | 1:52:19 h | Silber |
| Lisa Tertsch                                            | Einzel     | 1:54:03 h | 13     |
| Männer                                                  |            |           |        |
| Tim Hellwig                                             | Einzel     | 1:44:07 h | 21     |
| Lasse Lührs                                             | Einzel     | 1:43:38 h | 18     |
| Lasse Nygaard Priester                                  | Einzel     | DNF       | DNF    |
| Jannik Schaufler                                        | Einzel     | 1:45:41 h | 31     |
| Jonas Schomburg                                         | Einzel     | 1:42:08 h | 7      |
| Mixed                                                   |            |           |        |
| Valentin Wernz Nina Eim Simon Henseleit Laura Lindemann | Staffel    | 1:26:03 h | Silber |

### Turnen
| Athleten                                                              | Wettbewerb           | Qualifikation | Qualifikation | Finale        | Finale        | Rang   |
| Athleten                                                              | Wettbewerb           | Punkte        | Rang          | Punkte        | Rang          | Rang   |
| --------------------------------------------------------------------- | -------------------- | ------------- | ------------- | ------------- | ------------- | ------ |
| Frauen                                                                |                      |               |               |               |               |        |
| Kim Bui                                                               | Boden                | 12,866        | 16            | ausgeschieden | ausgeschieden | 16     |
| Kim Bui                                                               | Schwebebalken        | 12,833        | 17            | ausgeschieden | ausgeschieden | 17     |
| Kim Bui                                                               | Stufenbarren         | 14,200        | 4             | 14,066        | 5             | 5      |
| Kim Bui                                                               | Mehrkampf Einzel     | —             | —             | 52,999        | 8             | 8      |
| Emma Malewski                                                         | Boden                | 12,466        | 35            | ausgeschieden | ausgeschieden | 35     |
| Emma Malewski                                                         | Schwebebalken        | 13,500        | 2             | 13,466        | 1             | Gold   |
| Emma Malewski                                                         | Stufenbarren         | 13,100        | 18            | ausgeschieden | ausgeschieden | 18     |
| Emma Malewski                                                         | Mehrkampf Einzel     | —             | —             | 52,032        | 14            | 14     |
| Pauline Schäfer-Betz                                                  | Boden                | 12,766        | 18            | ausgeschieden | ausgeschieden | 18     |
| Pauline Schäfer-Betz                                                  | Schwebebalken        | 13,166        | 8             | 13,200        | 5             | 5      |
| Elisabeth Seitz                                                       | Stufenbarren         | 14,200        | 5             | 14,433        | 1             | Gold   |
| Sarah Voss                                                            | Boden                | 12,100        | 44            | ausgeschieden | ausgeschieden | 44     |
| Sarah Voss                                                            | Schwebebalken        | 12,266        | 33            | ausgeschieden | ausgeschieden | 33     |
| Sarah Voss                                                            | Stufenbarren         | 13,100        | 19            | ausgeschieden | ausgeschieden | 19     |
| Sarah Voss                                                            | Mehrkampf Einzel     | —             | —             | 50,899        | 17            | 17     |
| Kim Bui Emma Malewski Pauline Schäfer-Betz Elisabeth Seitz Sarah Voss | Mehrkampf Mannschaft | 158,730       | 4             | 158,430       | 3             | Bronze |
| Männer                                                                |                      |               |               |               |               |        |
| Lukas Dauser                                                          | Barren               | 14,766        | 4             | 13,633        | 8             | 8      |
| Lukas Dauser                                                          | Boden                | 13,766        | 23            | ausgeschieden | ausgeschieden | 23     |
| Lukas Dauser                                                          | Pauschenpferd        | 13,166        | 37            | ausgeschieden | ausgeschieden | 37     |
| Lukas Dauser                                                          | Reck                 | 13,500        | 22            | ausgeschieden | ausgeschieden | 22     |
| Lukas Dauser                                                          | Ringe                | 13,333        | 37            | ausgeschieden | ausgeschieden | 37     |
| Lukas Dauser                                                          | Mehrkampf Einzel     | —             | —             | 82,164        | 9             | 9      |
| Nils Dunkel                                                           | Barren               | 13,566        | 42            | ausgeschieden | ausgeschieden | 42     |
| Nils Dunkel                                                           | Pauschenpferd        | 14,366        | 6             | 14,633        | 3             | Bronze |
| Nils Dunkel                                                           | Ringe                | 13,400        | 34            | ausgeschieden | ausgeschieden | 34     |
| Lucas Kochan                                                          | Boden                | 13,233        | 48            | ausgeschieden | ausgeschieden | 48     |
| Lucas Kochan                                                          | Reck                 | 13,733        | 13            | ausgeschieden | ausgeschieden | 13     |
| Glenn Trebing                                                         | Barren               | 12,366        | 85            | ausgeschieden | ausgeschieden | 85     |
| Glenn Trebing                                                         | Boden                | 13,800        | 22            | ausgeschieden | ausgeschieden | 22     |
| Glenn Trebing                                                         | Pauschenpferd        | 13,666        | 16            | ausgeschieden | ausgeschieden | 16     |
| Glenn Trebing                                                         | Reck                 | 12,333        | 77            | ausgeschieden | ausgeschieden | 77     |
| Glenn Trebing                                                         | Ringe                | 13,133        | 48            | ausgeschieden | ausgeschieden | 48     |
| Glenn Trebing                                                         | Mehrkampf Einzel     | —             | —             | 79,064        | 29            | 29     |
| Andreas Toba                                                          | Barren               | 12,766        | 69            | ausgeschieden | ausgeschieden | 69     |
| Andreas Toba                                                          | Boden                | 13,166        | 50            | ausgeschieden | ausgeschieden | 50     |
| Andreas Toba                                                          | Pauschenpferd        | 13,866        | 11            | ausgeschieden | ausgeschieden | 11     |
| Andreas Toba                                                          | Reck                 | 11,933        | 94            | ausgeschieden | ausgeschieden | 94     |
| Andreas Toba                                                          | Ringe                | 13,966        | 14            | ausgeschieden | ausgeschieden | 14     |
| Andreas Toba                                                          | Mehrkampf Einzel     | —             | —             | 78,563        | 33            | 33     |
| Lukas Dauser Nils Dunkel Glenn Trebing Andreas Toba Lucas Kochan      | Mehrkampf Mannschaft | 245,659       | 7             | 241,359       | 7             | 7      |